# Josef Hellmesberger junior
Josef (eller Joseph) Hellmesberger, född den 9 april 1855 i Wien, död där den 26 april 1907, var en österrikisk violinist och dirigent. Han var son till Josef Hellmesberger senior och bror till Ferdinand Hellmesberger.  
Hellmesberger blev 1878 violinprofessor vid konservatoriet och soloviolinist vid hovoperan i Wien, 1886 hovkapellmästare och 1900 förste hovkapellmästare där och 1904 i Stuttgart. Han komponerade operetter och baletter.